# Alyoshenka
Vous pouvez aider à l'améliorer ou bien discuter des problèmes sur sa page de discussion.
- Le fond est à vérifier. Si vous venez d’apposer le bandeau, merci d’indiquer ici les points à vérifier. (Marqué depuis juillet 2023)
- Il peut contenir un travail inédit ou des déclarations non vérifiées. Vous pouvez l’améliorer en ajoutant des références. (Marqué depuis juillet 2023)

Vous pouvez aider à l'améliorer ou bien discuter des problèmes sur sa page de discussion.
- Il ne cite pas suffisamment ses sources. Vous pouvez indiquer les passages à sourcer avec {{référence nécessaire}} ou {{Référence souhaitée}}, et inclure les références utiles en les liant aux notes de bas de page. (Marqué depuis juillet 2023)

- Archive Wikiwix
- Bing
- Cairn
- DuckDuckGo
- E. Universalis
- Gallica
- Google
- G. Books
- G. News
- G. Scholar
- Persée
- Qwant
- (zh) Baidu
- (ru) Yandex
- (wd) trouver des œuvres sur Wikidata

Alyoshenka ou Aleshenka (en russe : Алёшенька, diminutif russe du prénom masculin Alexis), ou encore le Nain de Kychtym, est le nom donné à un cadavre de fœtus humain trouvé dans le village de Kaolinovy, près de Kychtym, dans l'oblast de Tcheliabinsk, en Russie, en mai 1996. Il s'agit d'un bébé de sexe féminin né prématurément avec de nombreuses déformations. Malgré les conclusions de l'enquête scientifique, diverses spéculations surnaturelles et mystiques entourent l'affaire, qui relèvent pour la plupart des légendes urbaines.

## Chronologie de l'affaire

### Découverte
Un petit fœtus humain est trouvé par une femme âgée, Tamara Vassilievna Prosvirina, atteinte de troubles mentaux, habitante du village de Kaolinovy, à proximité de Kychtym. 
Le fœtus a une apparence inhabituelle ; il est grisâtre, d'environ 25 cm de longueur. Sa tête chauve compte plusieurs taches sombres. Ses yeux sont grands, occupant la plus grande partie du visage.

### Propagation de rumeurs
La découverte donne lieu à des rumeurs sur une origine extraterrestre du fœtus. La population locale profite de la notoriété soudaine de l'affaire, se faisant rétribuer par des journalistes en échange d'interviews. Au moins deux télévisions japonaises (Asahi TV et MTV Japon) réalisent des documentaires sur le cadavre.

### Tests et conclusion des autorités
En avril 2004, des tests ADN montrent que le cadavre est bien un fœtus humain femelle, âgé de 20 à 25 semaines. Les experts déclarent également que, contrairement aux affirmations selon lesquelles Prosvirina l’aurait trouvé vivant et l’aurait nourri pendant plusieurs jours, il n’aurait pas pu survivre en dehors de l’utérus pendant plus de quelques heures. Mais certains habitants assurent aux enquêteurs qu’au moins trois personnes ont vu le bébé de Prosvirina vivant et qu’il était mort de faim après que les autorités ont emmené la vieille dame à l’hôpital psychiatrique.

### Événements postérieurs
Quelque semaines après la découverte, Tamara Prosvirina est admise à l'hôpital psychiatrique, et selon certains récits, la dépouille est portée à la police par un voisin. La plupart des témoignages concordent pour affirmer qu'une fois le corps donné aux autorités afin de réaliser des tests d'ADN, celui-ci a « disparu ». La famille de Prosvirina est incapable de le récupérer de la part des autorités. En 1999, Tamara Prosvirina est tuée dans un accident de voiture alors qu'elle tente de s'échapper de l'hôpital.